# SIC (motorfiets)
SIC is een historisch merk van motorfietsen.
Motos S.I.C, Paris (1921-1925).
Frans merk dat motorfietsen samenstelde met 98- tot 346 cc blokken van Aubier Dunne, Zürcher, Train en andere merken.